# Kjell Ingolf Ropstad
Kjell Ingolf Ropstad, född 1 juni 1985 i Arendals kommun i dåvarande Aust-Agder fylke, är en  norsk politiker för Kristelig folkeparti. 
Ropstad var ledare för Kristelig Folkepartis Ungdom från 2007 till 2010. Hans viktigaste frågor var inom miljö- och utvecklingspolitiken.
Han var 2019–2021 partiledare för Kristelig folkeparti och under samma år också barn- och familjeminister i regeringen Solberg, med ansvar även för kyrkliga frågor och konsumentfrågor.